# Exoprosopa flavicans
Exoprosopa flavicans är en tvåvingeart som beskrevs av Mario Bezzi 1924. Exoprosopa flavicans ingår i släktet Exoprosopa och familjen svävflugor. Inga underarter finns listade i Catalogue of Life.